# Павличина
Павличина (серб. Павличина) — населённый пункт в общине Црна-Трава Ябланичского округа Республики Сербии.

## Население
Согласно переписи населения 2002 года, в селе проживало 40 человек (все сербы).
| Численность населения | Численность населения | Численность населения | Численность населения | Численность населения | Численность населения | Численность населения | Численность населения |
| 1948                  | 1953                  | 1961                  | 1971                  | 1981                  | 1991                  | 2002                  | 2011                  |
| --------------------- | --------------------- | --------------------- | --------------------- | --------------------- | --------------------- | --------------------- | --------------------- |
| 402                   | 464                   | 473                   | 295                   | 134                   | 70                    | 40                    | 10                    |

## Религия
Согласно церковно-административному делению Сербской православной церкви, село относится к Предеянскому приходу Власотинацкого архиерейского наместничества Нишской епархии.